# Amal Tamimi
Amal Tamimi (arabisch أمل التميمي, DMG Amal at-Tamīmī; geboren am 7. Januar 1960 in Jerusalem) ist eine palästinensisch-isländische Sozialaktivistin, Feministin und Politikerin. Sie ist die zweite im Ausland geborene Person und die erste im Ausland geborene Frau, die – zweimal als stellvertretende Abgeordnete – im isländischen Parlament Althing saß.

## Im Westjordanland
Amal ist die Tochter von Nazima abu Rajabb al Tamimi (gest. 1981) und von Salim Abu Khaled al Tamimi (gest. 1969), einem Geschäftsmann und Aktivisten. Ihre Geschwister sind Yonnes (geb. 1950), Rowda (geb. 1948), Safah (geb. 1949), Amneh und Salmann (1955–2020). Yonnes zog 1966 nach Island, Amneh einige Jahre später, und Salmann 1971. Amal erlebte den Sechstagekrieg im Jahr 1967. Weil ihr Bruder Yonnes sich zu dieser Zeit in Island aufhielt, verlor er sein Aufenthaltsrecht in Israel. Amal war politisch aktiv: Mit 13 Jahren wurde sie für zwei Wochen inhaftiert, weil sie Steine auf israelische Soldaten geworfen hatte, und erhielt eine sechsmonatige Bewährungsstrafe. Mit 16 Jahren heiratete sie zum ersten Mal, und bekam fünf Kinder. 1987 erwarb sie über den YWCA ein Diplom in Betriebswirtschaftslehre und arbeitete für eine NGO. Von 1983 trennte sie sich zum ersten Mal von ihrem Mann und lebte bis 1984 in Island, wo sie für das Süßwarenunternehmen Nói Síríus arbeitet.

## In Island
1995 verließ Amal ihren Mann, der sie nach ihren Angaben misshandelte, endgültig und floh mit ihren Kindern zu ihrem Bruder Salmann nach Island. Dort arbeitete sie als Reinigungskraft, in einer Bäckerei und in der Fischverarbeitung, und sie lernte Isländisch. Sie lernte ihren zweiten Partner, Heiðar, kennen, mit dem sie eine Tochter bekam; das Paar trennte sich im Jahr 2000. Amals Partnerschaft mit einem nicht-muslimischen Mann führte zu einer Entfremdung von ihrer Familie, auch von ihrem Bruder Salmann, der mittlerweile eine prominente Rolle in der musliminischen Gemeinschaft Islands einnahm.
Im Jahr 2001, im Alter von 41 Jahren, immatrikulierte sich Amal an der Universität von Island und schloss 2004 ihr Studium der Sozialwissenschaften ab mit einer Bachelor-Arbeit zum Thema Terrorismus in Palästina: Religion oder kolonialer Imperialismus? Im Jahr darauf erhielt sie die isländische Staatsbürgerschaft (für die sie die palästinensische Staatsbürgerschaft aufgeben musste) und gründete am 24. Oktober 2003 das Netzwerk W.O.M.E.N. (Women of Multicultural Ethnicity Network). Ab 2004 arbeitete sie als Beraterin im Althjódahús, dem interkulturellen Zentrum in Reykjavík.
2008 wurde Amal als erste Einwanderin Vorsitzende des isländischen Einwanderungsrats. Sie gründete das Jafnréttishús (Gleichstellungszentrum) und wurde als erste Einwanderin in den Stadtrat von Hafnarfjörður gewählt, während ihre Tochter Falasteen Abu Libdeh als erste Einwanderin in den Stadtrat von Reykjavík gewählt worden war. Zwei Mal – von November bis Dezember 2011 und im September 2012 – saß Amal als Abgeordneten-Stellvertreterin (varaþingmaður) und erste Migrantin für kurze Zeit im isländischen Parlament.